# Johann Wilhelm Colin
Johann Wilhelm Colin (* 18. Februar 1790 in Hanau; † 3. April 1870 ebenda) war ein deutscher Politiker. Er war Mitglied des Vorparlaments.

## Leben und Wirken
Johann Wilhelm Colin heiratete 1818 die Hanauerin Jeanette Catherine Leisler und war Teilhaber des Unternehmens Du Fay, Colin & Co.
Colin war politisch tätig. Er gehörte dem Stadtrat von Hanau an.
Von 1839 bis 1841 war er Abgeordneter im 7. Kurhessischen Landtag. 1848 war er Mitglied des Vorparlaments.
Er saß im Verwaltungsrat der Frankfurt-Hanauer Eisenbahn-Gesellschaft.